# Конди, Пирро
Пирро Конди (алб. Pirro Kondi; род. 1924, Загори) — албанский коммунистический политик, член Албанской партии труда, депутат Народного собрания Албании и кандидат в члены Политбюро ЦК Албанской партии труда в 1980-е годы.

## Биография
Пирро Конди родился в албанском селении Загори. Он приходился братом албанскому коммунисту и молодёжному активисту Альки Конди и министру лёгкой промышленности Албании Вито Капо. В годы Второй мировой войны Конди вступил в ряды Албанской коммунистической партии и Национально-освободительного фронта Албании (НОФА). В 1954 году он был впервые избран депутатом Народного собрания Албании, обязанности которого он выполнял вплоть до 1966 года, ещё дважды переизбираясь. Кроме того, Конди многие годы являлся членом Центрального комитета (ЦК) Албанской партии труда. На её III съезде, состоявшемся в июне 1956 года, он был избран заведующим организационным отделом ЦК. Во время V съезда партии в ноябре 1966 года Конди, однако, был «понижен в должности», получив статус кандидата в члены Центрального комитета.
Конди некоторое время занимал пост первого секретаря партии в Корче и Эльбасане. В августе 1985 года он стал преемником Фото Чами на посту первого секретаря партии в Тиране, что стало первым кадровым решением тогдашнего первого секретаря Албанской партии труда Рамиза Алии после смерти Энвера Ходжи. Оно было оценено как признак сохранения существовавшего при Ходже политического курса, так как Конди находился в одном ряду с наиболее верными сторонниками Ходжи, о чём свидетельствовали ряд его статей о Ходже, опубликованных в партийной газете Rruga e Partisë, в которых он нападая на внутрипартийных противников Ходжи, таких, например, как Кочи Дзодзе, Бекир Балуку и Мехмет Шеху. С другой стороны, это решение могло свидетельствовать о более умеренной позиции Алии, поскольку Чами, который придерживался этой умеренной позиции, становился полноправным членом Политбюро, где проходили основные баталии Алии, которому требовалась в них наибольшая поддержка. Хотя Конди не принадлежал к высшим руководителям партии в тот период, он мог поддерживать своё политическое влияние за счёт семейных отношений. Его сестра Вито сама в течение многих лет была членом Центрального комитета партии, а затем в течение нескольких лет занимала пост министра промышленности и энергетики. Кроме того, она была замужем за Хюсни Капо, секретарём Центрального комитета партии и ближайшим доверенным лицом Ходжи.
На IX съезде партии в ноябре 1986 года Конди стал кандидатом в члены Политбюро ЦК Албанской партии труда, пребывая в этом статусе вплоть до своей отставки в декабре 1990 года.
В период с 1987 по 1991 год он вновь являлся депутатом Народного собрания. Будучи первым секретарем партии в Тиране, Конди принимал непосредственное участие в политических событиях, связанными со студенческими протестами 1990 года.
Вместе с Кирьяко Михали и Сулейманом Бушати он был обвинён в 1996 году в «преступлениях против человечности» специальным судом в Тиране и в августе 1996 года приговорён к 17 годам заключения, при этом прокурор требовал для него 20 лет. Конди был выпущен вскоре после начала беспорядков в стране в 1997 году. Верховный суд Албании признал Конди невиновным в 1999 году и выплатил ему компенсацию за годы, проведённые в тюрьме.
Пирро Конди также имел американское гражданство, как и его отец Стати Конди, эмигрировавший в США в начале 1900 года. Стати получил докторскую степень в Бостонском университете.